# Andreas Rohatsch

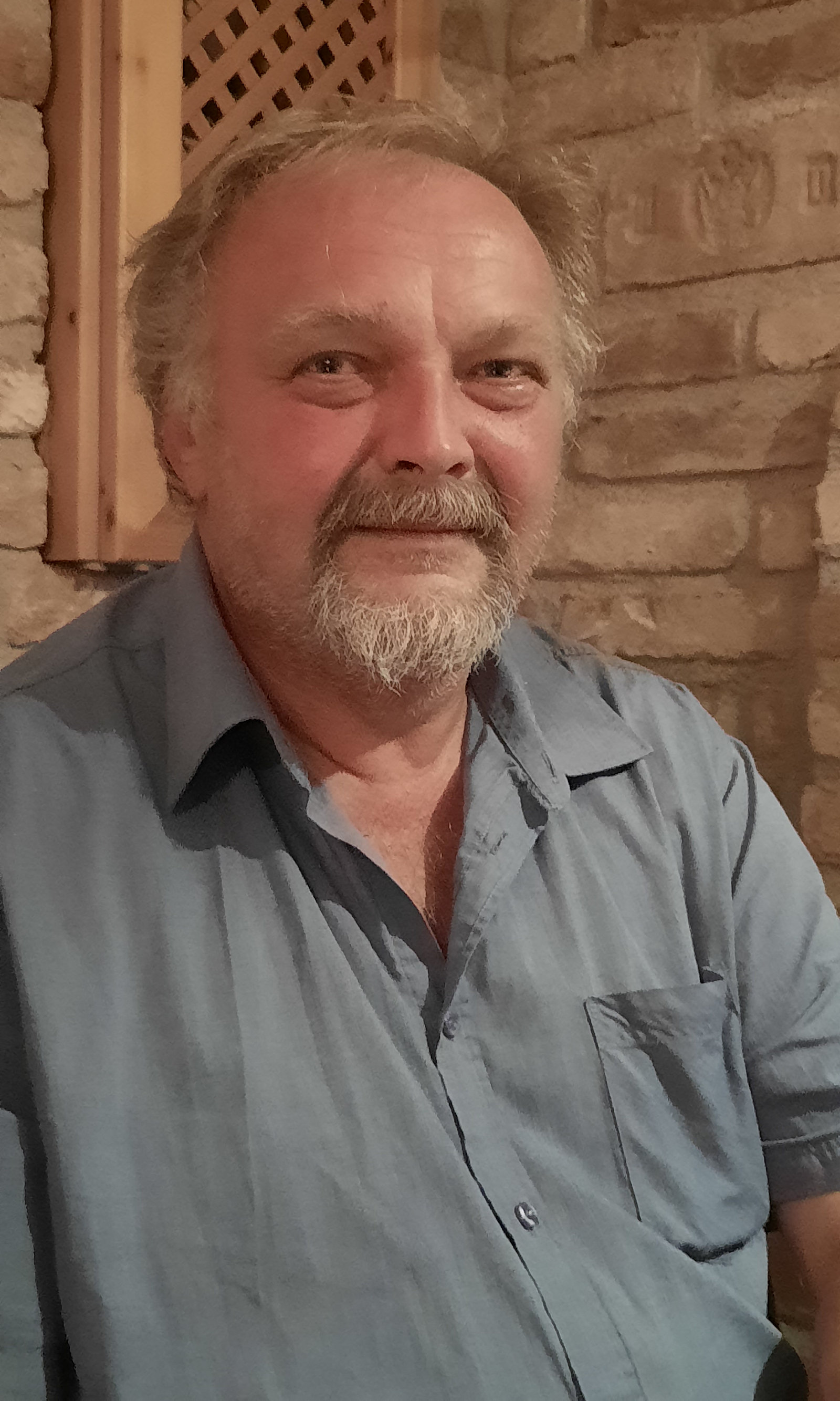
Andreas Rohatsch (2020)

Andreas Rohatsch (* 8. März 1962 in Wien) ist ein österreichischer Geologe.

## Leben
Nach der Matura studierte er 1981 bis 1988 Geologie an der Universität Wien und schloss daran ein Doktoratsstudium an der Universität für Bodenkultur Wien an. Ab 1991 war er Assistent an verschiedenen Universitäten Wiens und ist seit 1998 außerordentlicher Universitätsprofessor am Institut für Ingenieurgeologie der Technischen Universität Wien.

## Publikationen
- gemeinsam mit M. Müller, H. Krause, I. Lindner, M. Schulz, A. Adam, S. Czeika, N. Hofer, T. Just, A. Kaltenberger, G. Scharrer-Liska und  K. Tarcsay: Die archäologischen und bauhistorischen Untersuchungen im Schloss Kaiserebersdorf Magistrat der Stadt Wien - MA 7 Referat Stadtarchäologie, Wien, 2008. ISBN 978-3-901232-98-5